# Mészáros János Elek
Mészáros János Elek (Alcsútdoboz, 1970. október 30. –) magyar agrármérnök, talajtani szakmérnök és opera-énekes. A Csillag születik negyedik szériájának győztese.

## Élete
Mészáros János Elek 1970. október 30-án született Alcsútdobozon. 2002-ben elnyerte a Simándy József-díjat. 2004 óta dolgozik a Fejér Megyei Kormányhivatal Földhivatalának mint főtanácsos, mezőgazdász. Először Bicskén, majd 2007-től Székesfehérváron dolgozott a Földhivatal munkatársaként.
2009-ben a Csendül a Nóta Nemzetközi Magyarnóta Énekverseny szentlőrinci döntője első helyezettje lett. 2012-ben a barátai javaslatára jelentkezett a Csillag születik című tehetségkutató műsorba, melyet megnyert. 2012. szeptember 16-án Szenes Iván művészeti díjat kapott a névadó dalszerző emlékére rendezett koncerten.